# Дохерти, Падди (активист)
Патрик «Падди» Дохерти (англ. Patrick "Paddy" Doherty; 1926 — 7 января 2016) — британский общественно-политический деятель, правозащитник.

## Биография
По первому образованию строитель, по второму — юрист (диплом получил в 2010 году). В 1969 году им была основана Ассоциация обороны граждан Дерри, которая принимала активное участие в событиях в Богсайде. В его квартире во время массовых беспорядков располагался штаб Ассоциации обороны. В 1970-е годы Дохерти занимал одну из руководящих должностей, защищая гражданские права ирландского населения от притязаний со стороны британского правительства и ольстерских юнионистов.
Состоял в профсоюзах, неоднократно задерживался полицией по обвинению в связях с ирландскими террористами. О своей деятельности оставил воспоминания в книге «Падди Богсайдский» (англ. Paddy Bogside), под этим же прозвищем и стал известен в стране.
Занимался бизнесом. Семья: жена Эйлин, дочь Падди-Энн и сын Деклан.
Скончался после продолжительной болезни.